# 蘇利亞蟾頭龜
蘇利亞蟾頭龜（學名：Mesoclemmys zuliae）是中龜屬下的一種龜，只生活在委內瑞拉。